# 春日祭
座標: 北緯34度40分52.9秒 東経135度50分54.1秒 / 北緯34.681361度 東経135.848361度

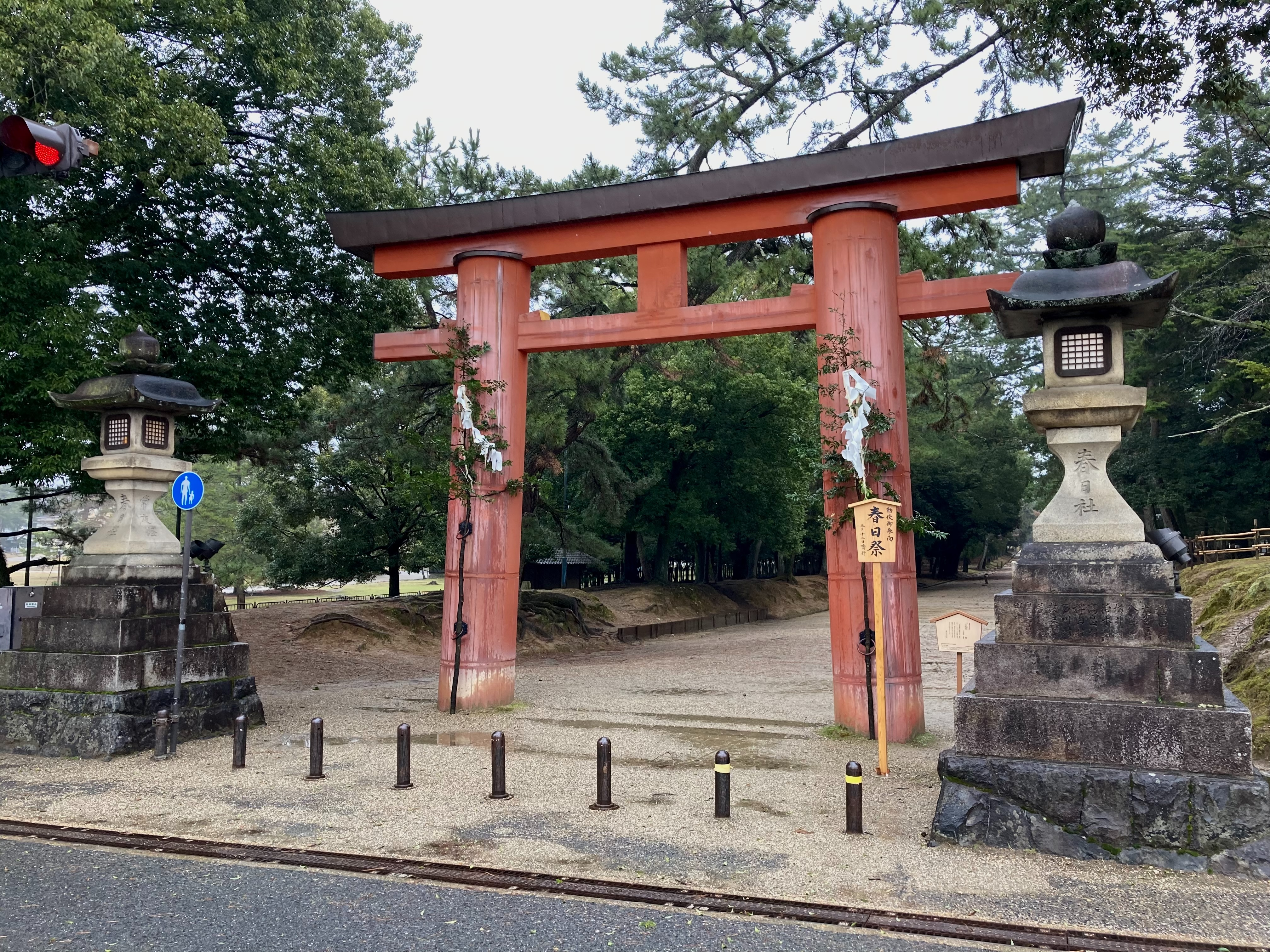
春日大社一之鳥居

春日祭（かすがのまつり/かすがさい）とは、奈良県奈良市の春日大社の例祭。かつては2月・11月の上申日（当該月の最初の申の日）に行われたが、明治19年（1886年）以後は新暦の3月13日に統一されている。勅祭。

## 概要

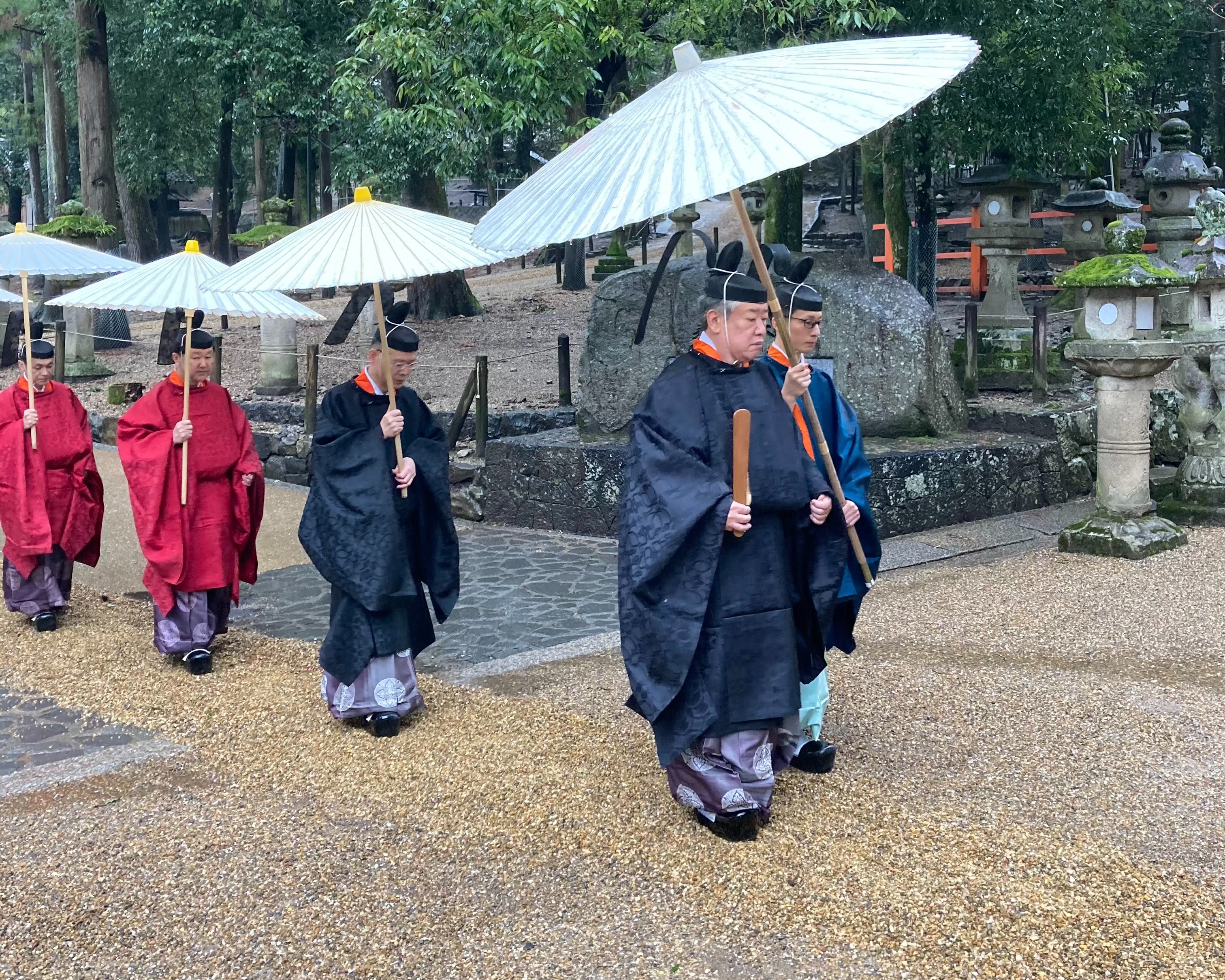
春日祭 御戸開之儀

通説とされる春日祭の創始は、嘉祥3年（850年）とされている（『一代要記』）。春日祭は藤原氏の祀りとして藤氏長者・斎女またはその名代の使者の参詣、朝廷でも上卿・弁が定められて使者が派遣され、天暦元年（947年）には興福寺が関与するようになり、永祚元年（989年）には一条天皇の行幸が実現するなど、摂関政治の繁栄とともにその規模を拡大させてきた。中世後期（戦国時代）以後には衰退し、江戸時代には復興の動きが見られるが、上卿・弁の派遣の停止など簡略化された。明治4年（1871年）には祭日を2月1日とする官社祭式で行われることとなった。明治18年（1885年）に明治天皇の旧儀再興の意向を受けて翌年勅祭に列せられ、今日の形式となり、藤原氏の祭祀としての性格は喪失した。